# Namil-myeon, Geumsan-gun
Namil-myeon (koreanska: 남일면) är en socken i kommunen Geumsan-gun i provinsen Södra Chungcheong i Sydkorea, 180 km söder om huvudstaden Seoul.